# Puertoricokarakara
Puertoricokarakara (Caracara latebrosus) är en förhistorisk utdöd fågel i familjen falkar inom ordningen falkfåglar. Den är endast känd från subfossila lämningar funna på Puerto Rico. I storlek är dessa mellan nordlig tofskarakara (C. cheriway) och sydlig tofskarakara (C. plancus). Det har dock antytts att benen från puertoricokarakaran inte med säkerhet kan skiljas från cheriway, som förekommer närmast på Kuba och i Florida.